# Kopsusjärvi
Kopsusjärvi är en sjö i Finland. Den ligger i kommunen Sodankylä i landskapet Lappland, i den norra delen av landet, 900 km norr om huvudstaden Helsingfors. Kopsusjärvi ligger 279,8 meter över havet. Arean är 63,2 hektar och strandlinjen är 7,33 kilometer lång. Sjön  ingår i Kemi älvs huvudavrinningsområde. 